# 大麻グミ
大麻グミ（たいまグミ）は、大麻成分に似た合成化合物が配合されたグミキャンディーのことである。

## 主な例
2023年9月ごろから、大阪府にある会社が製造したとされるグミキャンディーにHHCH（ヘキサヒドロカンナビヘキソール）が含有されたとされる成分が検出され、それを食べた人らから体調不良等を訴えた人らが相次ぎ、厚生労働省からは健康被害をもたらす可能性があるという理由で、同年11月22日に指定薬物とし、同年12月からこれらの成分の入ったグミは所持や使用、販売が禁止となる。
2024年2月29日に、九州厚生局麻薬取締部が、大分市で危険ドラッグ店を運営する女性を、医薬品医療機器法違反（指定薬物所持）容疑で逮捕し、大麻グミ所持容疑での初の逮捕事例となった。
2024年4月26日、販売元会社の社長と従業員が逮捕されたが、翌月不起訴処分となった。